# فرودگاه سلطان محمود بدرالدین دوم
فرودگاه سلطان محمود بدرالدین دوم (به انگلیسی: Sultan Mahmud Badaruddin II Airport) (به زبان بومی: Bandara Sultan Mahmud Badaruddin II) یک فرودگاه همگانی با کد یاتا PLM است که یک باند فرود سنگفرش دارد و طول باند آن ۳۰۰۰ متر است. این فرودگاه در پالم‌بانگ در کشور اندونزی قرار دارد و در ارتفاع ۳۷ متری از سطح دریا واقع شده‌است.

## شرکت‌های هواپیمایی و مقصدهای پروازی
| شرکت‌های هواپیمایی                           | مقصدهای پروازی                                                                               |
| ------------------------------------------- | -------------------------------------------------------------------------------------------- |
| ایرآسیا                                     | کوالالامپور                                                                                  |
| باتیک ایر                                   | حلیم پرداناکوسوما، سوئکارنو-هتا                                                              |
| سیتیلینک                                    | حسین ساسترانگارا، هنگ نادیم، حلیم پرداناکوسوما، سوئکارنو-هتا، جواندا                         |
| اکسپرس‌ایر                                   | رادین اینتن دوم، حسین ساسترانگارا، سلطان سیاریف قسیم دوم، ادیسوسیپتو                         |
| گارودا ایندونزیا                            | سوئکارنو-هتا Hajj: ملک عبدالعزیز                                                             |
| گارودا ایندونزیا اجرا توسط گارودا ایندونزیا | رادین اینتن دوم، فاتماواتی سوکارنو، سلطان طاها، دپاتی امیر                                   |
| گارودا ایندونزیا اجرا توسط گارودا ایندونزیا | انگوراه رای، کوالا نامو                                                                      |
| ایرآسیای اندونزی                            | کوالا نامو                                                                                   |
| Jetstar Asia Airways                        | چانگی سنگاپور                                                                                |
| لاین ایر                                    | هنگ نادیم، سوئکارنو-هتا، کوالا نامو، دپاتی امیر، ادیسومارمو، جواندا، ادیسوسیپتو              |
| Nam Air                                     | سوئکارنو-هتا، دپاتی امیر، ادیسوسیپتو                                                         |
| Scoot                                       | چانگی سنگاپور (آغاز از ۲۳ نوامبر ۲۰۱۷)                                                       |
| سیلک‌ایر                                     | چانگی سنگاپور (پایان در ۲۲ نوامبر ۲۰۱۷)                                                      |
| Sriwijaya Air                               | سوئکارنو-هتا                                                                                 |
| وینگز ایر                                   | رادین اینتن دوم، فاتماواتی سوکارنو (begin ۳۰ اوت ۲۰۱۷)، سلطان طاها، Lubuklinggau, Pagar Alam |